# Lappdunört
Lappdunört (Epilobium laestadii) är en dunörtsväxtart som beskrevs av I. Kytovuori. Enligt Catalogue of Life ingår Lappdunört i släktet dunörter och familjen dunörtsväxter, men enligt Dyntaxa är tillhörigheten istället släktet dunörter och familjen dunörtsväxter. Enligt den finländska rödlistan är arten starkt hotad i Finland. Arten är reproducerande i Sverige. Artens livsmiljö är rikkärr. Inga underarter finns listade i Catalogue of Life.